# Ед О’Рос
Едвард Орос (енгл. Edward Oross; Питсбург, Пенсилванија; рођен, 5. јула 1949), професионално познат као Ед О'Рос (енгл. Ed O'Ross) амерички је филмски и телевизијски глумац.
Најпознатије улоге које је остварио су му, као Ичи у филму Дик Трејси, немилосрдни грузијски криминалац Виктор Роставили у Црвеном усијању, пуковник Пери у филму Универзални војник, поручник Волтер Џ. «Тачдаун» Шиновски у Бојевом метку, Френк Круз у филму Других 48 сати, Мендез у Смртоносном оружју и детектив Клиф Вилис у филму Прикривен. Остварио је и значајну улогу у ТВ серији Два метра под земљом.